# Титульні імена фараонів
Ти́тульні (ца́рські) імена́, або царський протокол єгипетських фараонів — це стандартний набір імен, якими користувалися володарі Стародавнього Єгипту. Вони символізують мирську владу та священну силу, а також є чимось на кшалт декларації місії царювання монарха (іноді вона навіть змінювалася впродовж царювання).
Повний набір, що складається з п'яти імен, повністю увійшов у вжиток у часи Середнього царства й продовжував вживатися до часів Римської імперії.

## Ім’я Гора
| G5 |

Це ім’я зазвичай пишеться всередині серекху, що репрезентує палац фараона. Також поряд або над ним традиційно зображується сокіл, який символізує бога Гора — фараон вважався втіленням цього бога на землі. Це — найстаріше з імен фараона, що з’явилося ще в додинастичний період. Багато фараонів Єгипту знані виключно за цим ім'ям.
Принаймні один з володарів Єгипту, фараон ІІ династії Сет-Перібсен, використовував образ бога Сета замість Гора, що, можливо, свідчить про внутрішній релігійний поділ країни. Йому наслідував Хасехемі, який над своїм ім'ям поставив зображення як Сета, так і Гора. Після того поряд з іменем фараона завжди було зображення Гора.
В часи Нового Царства ім'я Гора зазвичай писалося без серекху.

## Небті
| G16 |

Ім’я небті («дві жінки») асоціювалися з так званим «геральдичними» богинями Верхнього та Нижнього Єгипту:
- Некбет, божество-захисник Верхнього Єгипту, символом якого був гриф, та
- Ваджет, божество-захисник Нижнього Єгипту, символом якого була кобра.

Це ім’я вперше напевно використовується фараоном Першої династії Семеркхетом, але повністю незалежним ім’я стало лише в часи Дванадцятої династії.
Небті зазвичай не обрамлялося ані картушем, ані серекхом, але завжди починалося ієрогліфічним зображенням грифа та кобри, що лежить на двох кошиках — подвійним іменником «небті».

## Золоте ім'я Гора
| G8 |

Також відоме як «Золотий Гор», ця форма імені фараона, як правило, спочатку зображує яструба Гора, що сидить над або поряд із ієрогліфом, що означає золото.
Значення цього титулу є предметом дискусій. Деякі дослідники вірять, що воно символізує тріумф Гора над його дядьком Сетом, оскільки золото може означати те, що Гор «є вищим за своїх ворогів». Оскільки золото в уяві давніх єгиптян було міцно пов'язане з поняттям вічності, то це також може означати вічне ім’я Гора фараона.
Як і Небті, це ім'я зазвичай не обрамлялося ані картушем, ані серекхом.

## Тронне ім'я (преномен)
| M23 · t | L2 · t |

Тронне ім'я фараона, перше з двох імен, що розміщувалися в картуші, і зазвичай супроводжувалося титулом nesu-bity, «Цар Верхнього та Нижнього Єгипту»; також нерідко зустрічається разом з епітетом neb tawy, «Володар Двох Земель», що означає владу над дельтою та долиною Нілу.
Ця форма імені, очевидно, ввійшла в ужиток в кінці Третьої династії, а пізніше стала найважливішим офіційним титулом фараона.

## Власне ім'я (номен)
| G39 | N5 | \| \| |
|     |    |       |

|  |

Це ім'я, яке давалося принцу при народженні. Ім'я завжди починалося титулом «Син Ра», записаного за допомогою ієрогліфа качки (za), що є омонімом для слова «син» (za), поряд із зображенням сонця, ієрогліфом головного сонячного божества Ра. Вперше номен з’являється в часи IV династії і підкреслює роль фараона як уособлення сонячного бога Ра.
Сучасні історики зазвичай звертаються до давніх царів Єгипту саме за цим іменем, додаючи римські цифри («II», «III» тощо), аби розрізняти різних фараонів, що носили одне й те саме власне ім'я.

## Приклади повного титулу
Повне титульне ім'я фараона XVIII династії Тутмоса III:
- Ім'я Гора: Канахт Хаемвасет (Могутній Бик Гор, Що постає в Фівах)
- Небті: Вахнесітміраемпет (Володар двох земель, посталий у царстві, як Ра на небі)
- Золоте ім'я Гора: Сехемпатідсейеркав (Золотий Гор Могутній, Священноликий)
- праеномен: Менхкхеперра (Осока та Бджола, втілення Ра)
- номен: Тутмос Неферхеперу (Син Ра, Тутмос, найпрекрасніший)